# Polizeiruf 110: Tod in der Bank
Tod in der Bank ist ein deutscher Kriminalfilm von Dirk Regel aus dem Jahr 2007. Es ist die 284. Folge innerhalb der Filmreihe Polizeiruf 110 und der 33. Fall für Schmücke und Schneider.

## Handlung
Heinz Markowski wurde im Vorraum einer Bank erstochen aufgefunden. Die Kommissare Schmücke und Schneider werden gerufen. Bankdirektor Walter Conrad kann sich nicht erklären, wie der Mann unbemerkt in die Bank kommen konnte. Schließlich hatte er gerade erst eine neue und moderne Sicherheitsanlage einbauen lassen. Der Tote war allerdings Mitinhaber der Firma, die das System installiert hatte und offensichtlich fiel bei der Zeitumstellung die Sicherheitsanlage für eine Stunde aus, sodass jeder Zutritt zur Bank gehabt haben konnte. Auf den ersten Blick scheint nichts gestohlen worden zu sein, aber Christian Fiedler, ein Mitarbeiter der Bank, stellt entsetzt das Fehlen eines Schließfachinhalts fest. Da er selber dieses Fach unter falschem Namen angemietet hat, schweigt er darüber.
Die Ehefrau des Opfers erklärt den Kommissaren, dass ihr Mann in der letzten Nacht gegen Mitternacht das Haus verlassen hatte, weil er nicht schlafen konnte. Dies passiere öfter und deshalb habe sie sich keine großen Sorgen gemacht. Schmücke und Schneider halten es für möglich, dass Markowski bei seiner Fahrt durch die Nacht zufällig an der Bank vorüber kam, den Einbruch bemerkte und ihn verhindern wollte. Nachdem die Kriminaltechnik Metallspäne gefunden hat, sehen sich die Ermittler den Schließfachraum genauer an und können das aufgebohrte Fach entdecken. Besitzer dieses Schließfachs ist eine Familie Wert, die sich sehr erstaunt darüber zeigt, dass sie angeblich ein Bankfach besitzen soll. Damit ist den Ermittlern klar, dass nur jemand innerhalb der Bank dieses Fach angemietet haben kann. Frau Weigand findet darin Faserspuren, die nur von Euroscheinen stammen können.
Für die Kommissare kommt nur Sachbearbeiter Fiedler in Betracht, das Schließfach genutzt zu haben, da nur er laut Schließprotokoll zugegen war, wenn das Fach geöffnet wurde. Zudem war er in den letzten Jahren mit der Bearbeitung und Schließung von Konten verstorbener Bankkunden beauftragt. Die Überprüfung dieser alten Fälle bestätigt die Vermutung, dass Fiedler sich an fremdem Kapital bereichert hatte und diese Gelder in dem Schließfach deponierte. Seine Kollegin Anita Arndt hatte das herausgefunden und wollte die Zeitumstellung nutzen, um unbemerkt an das Geld zu gelangen. Nachdem die Tatwaffe bei einer Hausdurchsuchung in ihrem Keller gefunden wurde, springt sie aus Verzweiflung aus dem Fenster.
Auf der Suche nach dem Bargeld werden Schmücke und Schneider in der Bank fündig. Auch Arndt hatte die Scheine sinnigerweise in einem Schließfach deponiert.

## Hintergrund
Tod in der Bank wurde am 13. Mai 2007 im Ersten zur Hauptsendezeit erstmals ausgestrahlt. In einer Szene suchen die Kommissare nach Fachwissen zum Knacken eines Schließfaches bei den Verdächtigen und finden heraus, dass einer von ihnen eine Ausbildung als Metallfacharbeiter vor der Banklehre gemacht hatte. Auf Schmückes Erstaunen sagt Schneider, er sei vor seiner Polizeilaufbahn auch zunächst Lokführer gewesen. Wolfgang Winkler selbst hatte vor seiner Ausbildung zum Schauspieler auch den Beruf des Lokführers erlernt.

## Rezeption

### Einschaltquoten
Die Erstausstrahlung von Tod in der Bank am 13. Mai 2007 wurde in Deutschland von 6,98 Millionen Zuschauern gesehen und erreichte einen Marktanteil von 21,2 Prozent für Das Erste. Bei der werberelevanten Zielgruppe der 14- bis 49-Jährigen ergibt sich ein Anteil von 1,68 Millionen Zuschauer und damit  12,4 Prozent.

### Kritik
Tilmann P. Gangloff findet bei tittelbach.tv: „‚Tod in der Bank‘ ist eine überraschend moderne Geschichte für Hallenser ‚Polizeiruf‘-Verhältnisse. Die personelle Aufstockung tut dem Ensemble sichtlich gut. Die neue Staatsanwältin (Katerina Jacob) macht den beiden Kripo-Beamten vom alten Schlag ganz schön Druck. Ein unspektakulär, aber solide inszenierter Mitrate-Krimi!.“
Die Kritiker der Fernsehzeitschrift TV Spielfilm vergaben eine mittlere Wertung (Daumen zur Seite) und befanden, der Film sei „derart unspektakulär inszeniert, dass leichte Langeweile aufkommt“.